# جولي ماكبرايد
جولي ماكبرايد (بالبولندية: Julie McBride) مواليد 24 سبتمبر 1982 في تروي، هي لاعبة كرة سلة بولندية معتزلة. بدأت مسيرتها الاحترافية في سنة 2005. لعبت في الدوري البولندي لكرة السلة للسيدات. يبلغ طولها 5 قدم 4 بوصة (1.6 م). لعبت مع شيكاغو سكاي ونادي بشكتاش لكرة السلة للسيدات.

## روابط خارجية
- جولي ماكبرايد على موقع الاتحاد الدولي لكرة السلة (الإنجليزية)
- جولي ماكبرايد على موقع كرة السلة الأوروبية.كوم (الإنجليزية)
- جولي ماكبرايد على موقع كلية كرة السلة في سبورتس رفرنس.كوم (الإنجليزية)
- جولي ماكبرايد على موقع بروبوليرز (الإنجليزية)